# NGC 638
NGC 638 је спирална галаксија у сазвежђу Рибе која се налази на NGC листи објеката дубоког неба.
Деклинација објекта је + 7° 14' 14" а ректасцензија 1h 39m 37,8s. Привидна величина (магнитуда) објекта NGC 638 износи 13,7 а фотографска магнитуда 14,5. NGC 638 је још познат и под ознакама UGC 1170, MCG 1-5-14, MK 1003, CGCG 412-11, IRAS 01370+0659, PGC 6145.